# Parker (Texas)
Parker és una població dels Estats Units a l'estat de Texas. Segons el cens del 2000 tenia 1.379 habitants.

## Demografia
Segons el cens del 2000, Parker tenia 1.379 habitants, 485 habitatges, i 430 famílies. La densitat de població era de 102,6 habitants/km².
Dels 485 habitatges en un 33,8% hi vivien nens de menys de 18 anys, en un 83,5% hi vivien parelles casades, en un 3,1% dones solteres, i en un 11,3% no eren unitats familiars. En el 8,2% dels habitatges hi vivien persones soles el 2,7% de les quals corresponia a persones de 65 anys o més que vivien soles. El nombre mitjà de persones vivint en cada habitatge era de 2,84 i el nombre mitjà de persones que vivien en cada família era de 2,99.
Per edats la població es repartia de la següent manera: un 24,6% tenia menys de 18 anys, un 5,4% entre 18 i 24, un 28,2% entre 25 i 44, un 33,6% de 45 a 60 i un 8,2% 65 anys o més.
L'edat mediana era de 41 anys. Per cada 100 dones de 18 o més anys hi havia 100,4 homes.
La renda mediana per habitatge era de 101.786 $ i la renda mediana per família de 108.560 $. Els homes tenien una renda mediana de 72.344 $ mentre que les dones 41.500 $. La renda per capita de la població era de 54.099 $. Aproximadament l'1,4% de les famílies i el 2,6% de la població estaven per davall del llindar de pobresa.

## Poblacions més properes
El següent diagrama mostra les poblacions més properes.